# Lebaudy Frères
Lebaudy Frères était une entreprise aéronautique française basée à Moisson (aujourd'hui dans le nord des Yvelines), fondée en 1899 en  France par les frères Paul et Pierre Lebaudy en association avec l'ingénieur Henri Julliot,. Tous trois construisirent à partir de 1902 une série de dirigeables semi-rigides, principalement à vocation militaire.

## Histoire
Les frères Paul et Pierre Lebaudy étaient les héritiers d'une grande fortune sucrière, les « Raffineries et Sucres Lebaudy frères », fondée au cours de la première moitié du XIXe siècle et dont le siège était basé à La Villette (aujourd'hui quartier nord-est de Paris), rue de Flandres ; cette entreprise est dirigée à cette époque par l'ensemble des héritiers de cette famille. Henri Julliot était l'ingénieur en chef responsable des raffineries, lesquelles s'étendaient principalement dans le Nord et l'Est de la France, près des terres à betteraves d'où était issu le sucre.
Le premier hangar, de près de 70 mètres de long, et devant abriter l'atelier et l'aéronef fut construit en 1901 à Bonnières-sur-Seine : le dirigeable mesure 56 mètres exactement. Le tissu du revêtement extérieur est de couleur jaune. Il est équipé d'un moteur à essence Mercedes de quarante chevaux.
Le 12 novembre 1902, le Lebaudy 1, le premier dirigeable semi-rigide des frères Lebaudy, conçu par l'ingénieur Henri Julliot, fait le trajet Paris - Moisson, soit 62 km en 1 h 40.
Dès les premières campagnes de vols, l'Armée française s'intéressa de près aux travaux de Lebaudy Frères. 

## Dirigeables sortis des usines
- Le Lebaudy 1, première sortie le 25 octobre 1902
- Le Lebaudy 1903 dit le Jaune, janvier 1903
- Le Lebaudy 1904-1905
- Le Patrie 1906-1907
- Le République : première sortie le 24 juin 1908
- Le Russie [Ljebedj] : première sortie le 29 mai 1909, acheté par l'Armée russe
- Le Capitaine-Marchal : première sortie le 24 mai 1910
- Le Morning-Post : première sortie, été-automne 1910, acheté par l'Armée britannique
- Le Liberté : premières manœuvres en septembre 1910
- Le M2 : première sortie le 30 mai 1910, construit pour l'Armée autrichienne, sous licence
- Le Selle de Beauchamp : première sortie le 29 novembre 1911
- Le Tissandier : première sortie le 12 octobre 1914

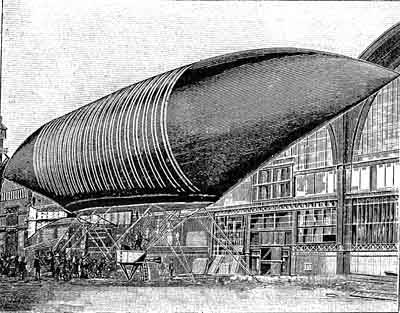
Le Lebaudy 1, 1903.
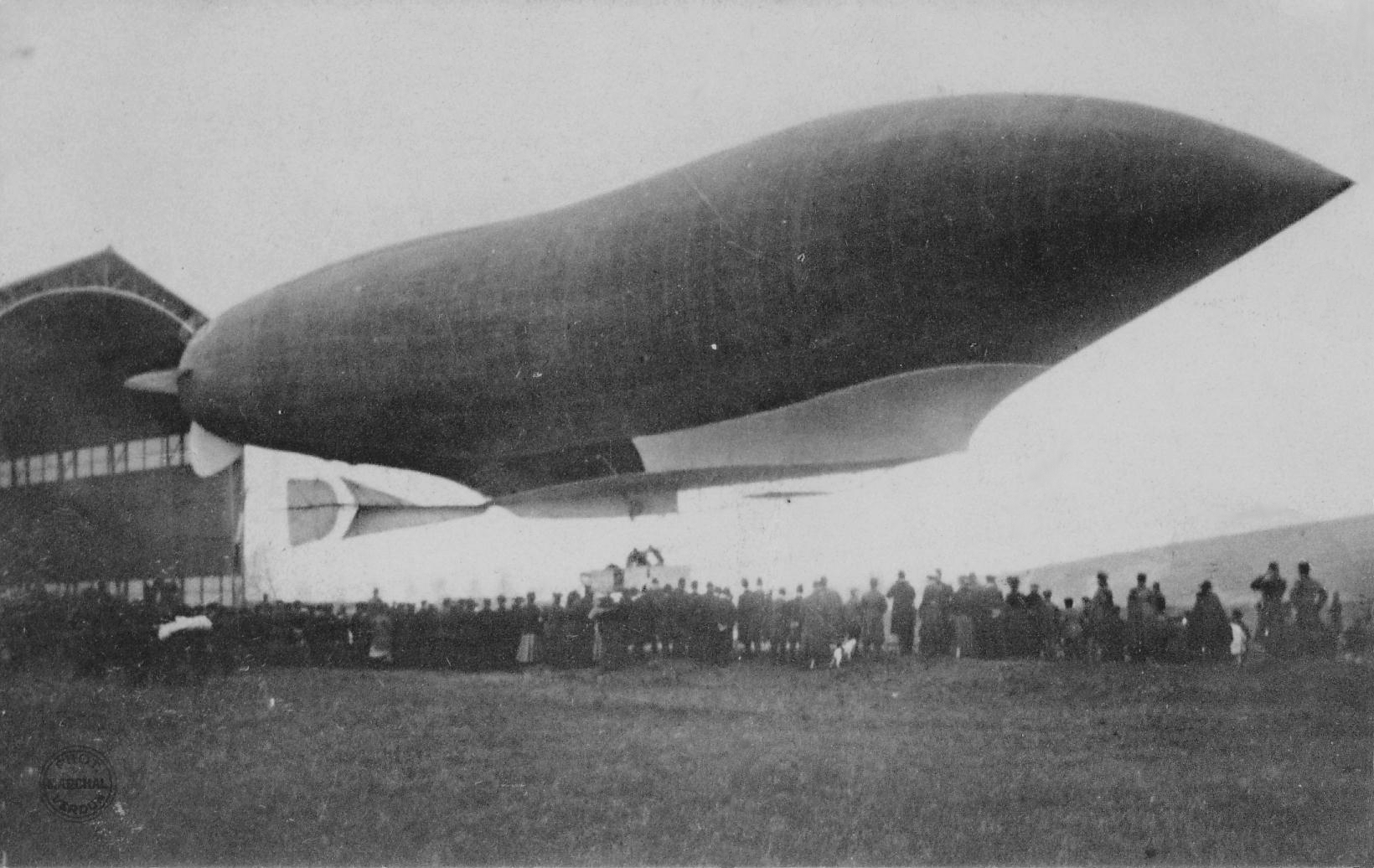
Le Patrie, 1907.
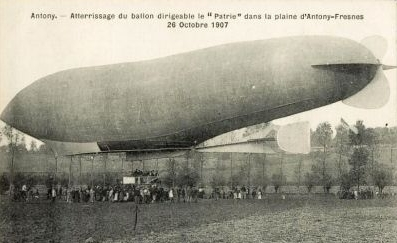
Le République, 1908.
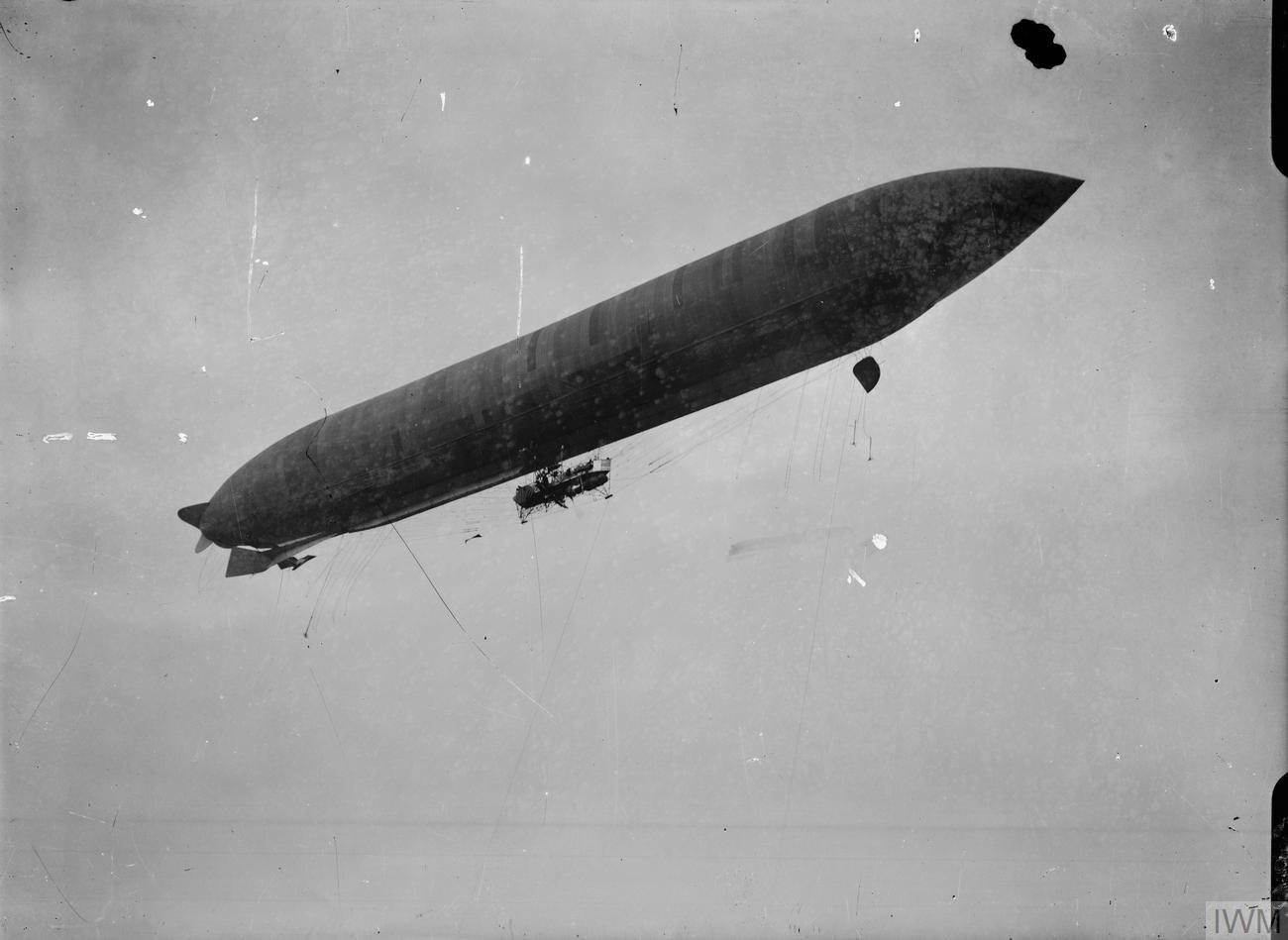
Le Morning Post, vers 1910.